# Sagina purii
Sagina purii är en nejlikväxtart som beskrevs av R.D. Gaur. Sagina purii ingår i släktet smalnarvar, och familjen nejlikväxter. Inga underarter finns listade i Catalogue of Life.